# اتفاقية الأمم المتحدة لقانون البحار

دول وقعت وصادقت
دول وقعت ولم تصادق
دول لم توقع

اتفاقية الأمم المتحدة لقانون البحار (بالإنجليزية: United Nations Convention on the Law of the Sea)‏ (UNCLOS)، والمعروفة أيضًا باسم اتفاقية قانون البحار أو معاهدة قانون البحار. هي اتفاقية دولية نتجت عن مؤتمر الأمم المتحدة الثالث لقانون البحار (UNCLOS III) التي وقعت بين 1973 و 1982. وحددت الاتفاقية حقوق ومسؤوليات الدول فيما يتعلق باستخدامها لمحيطات العالم، ووضع مبادئ توجيهية للأعمال التجارية والبيئة وإدارة الموارد الطبيعية البحرية. حلت الاتفاقية التي أبرمت في 1982 محل المعاهدة الرباعية لسنة 1958 بشأن أعالي البحار [الإنجليزية]. دخلت اتفاقية الأمم المتحدة لقانون البحار حيز التنفيذ سنة 1994، وبعدها بسنة أصبحت غيانا الدولة الستين التي تصدق على المعاهدة. واعتبارًا من يونيو 2016 انضمت 167 دولة والاتحاد الأوروبي إلى الاتفاقية. ليس من المؤكد إلى أي مدى تقنن الاتفاقية القانون الدولي العرفي.
بينما يتلقى الأمين العام للأمم المتحدة صكوك التصديق والانضمام، وتوفر الأمم المتحدة الدعم لاجتماعات الدول الأطراف في الاتفاقية فإن الأمانة العامة للأمم المتحدة ليس لها دور تشغيلي مباشر في تنفيذ الاتفاقية. ومع ذلك لعبت وكالة متخصصة تابعة للأمم المتحدة، وهي المنظمة البحرية الدولية دورًا بالإضافة إلى هيئات أخرى مثل الوكالة الدولية لصيد الحيتان والسلطة الدولية لقاع البحار (ISA) التي تم إنشاؤها بموجب الاتفاقية نفسها.

## التاريخ
حلت اتفاقية الأمم المتحدة لقانون البحار محل المفهوم الأقدم «لحرية البحار» الذي يعود تاريخه إلى القرن السابع عشر. وفقًا لهذا المفهوم اقتصرت الحقوق الوطنية على حزام مائي محدد يمتد من سواحل الدولة، وعادة مايكون 3 أميال بحرية 3 ميل بحري (5.6 كـم؛ 3.5 ميل) (حدود ثلاثة أميال [الإنجليزية])، وفقًا لقاعدة «طلقة المدفع» التي طورها القانوني الهولندي كورنيليوس فان بينكيرشوك. اعتبرت جميع المياه خارج الحدود الوطنية مياهًا دولية: مجانية لجميع الأمم ولكنها لا تنتمي أي منها إلى (مبدأ مار ليبروم الذي أصدره هوغو غروتيوس).
في أوائل القرن العشرين أعربت بعض الدول عن رغبتها في توسيع نطاق المطالبات الوطنية: لتشمل الموارد المعدنية وحماية المخزون السمكي وتوفير الوسائل لفرض ضوابط مكافحة التلوث. (دعت عصبة الأمم إلى عقد مؤتمر سنة 1930 في لاهاي ولكن لم يسفر عن أي اتفاقيات.) وباستخدام مبدأ القانون الدولي العرفي لحق الأمة في حماية مواردها الطبيعية، وسع الرئيس هاري ترومان سنة 1945 من سيطرة الولايات المتحدة على جميع الموارد الطبيعية في الجرف القاري. سارعت الدول الأخرى إلى أن تحذو حذوها. فبين 1946 و 1950 وسعت تشيلي وبيرو والإكوادور حقوقهم إلى مسافة 200 ميل بحري (370 كـم؛ 230 ميل) لتغطية مناطق الصيد في تيار همبولت. مددت الدول الأخرى بحارها الإقليمية إلى 12 ميل بحري (22 كـم؛ 14 ميل).
بحلول 1967 كانت 25 دولة فقط لا تزال تستخدم الحد القديم لثلاثة أميال بحرية، في حين أن 66 دولة قد حددت 12 ميل بحري (22 كـم) حدًا إقليميًا وثماني دول حددت 200 ميل بحري (370 كـم). واعتبارًا من 28 مايو 2008 ما زالت دولتان فقط تستخدمان حد 3 ميل (4.8 كـم): الأردن وبالاو. يستخدم هذا الحد أيضًا في بعض الجزر الأسترالية ومنطقة من بليز وبعض المضايق اليابانية ومناطق معينة من بابوا غينيا الجديدة وعدد قليل من أقاليم ما وراء البحار البريطانية مثل جبل طارق.

## الاتفاقية الأولى
| سعة الاستحواذ  | عدد الدول |
| -------------- | --------- |
| 3-أميال حدود   | 26        |
| 4-أميال حدود   | 3         |
| 5-أميال حدود   | 1         |
| 6-أميال حدود   | 16        |
| 9-أميال حدود   | 1         |
| 10-أميال حدود  | 2         |
| 12-ميل حد      | 34        |
| أكثر من 12-ميل | 9         |
| لم تحدد        | 11        |

عقدت الأمم المتحدة في 1956 مؤتمرها الأول لقانون البحار (UNCLOS I) في جنيف بسويسرا. أسفرت الاتفاقية رقم 1 عن إبرام أربع معاهدات في 1958:
- اتفاقية المياه الإقليمية والمنطقة المتاخمة ودخلت حيز التنفيذ: 10 سبتمبر 1964
- اتفاقية الجرف القاري ودخلت حيز التنفيذ: 10 يونيو 1964
- اتفاقية أعالي البحار ودخلت حيز التنفيذ: 30 سبتمبر 1962
- اتفاقية صيد الأسماك وحفظ الموارد الحية لأعالي البحار ودخلت حيز التنفيذ: 20 مارس 1966

على الرغم من نجاح اتفاقية الأمم المتحدة لقانون البحار (UNCLOS)، إلا أنها تركت موضوع التوسع في المياه الإقليمية مفتوحًا.

## الاتفاقية الثانية
عقدت الأمم المتحدة في 1960 مؤتمرها الثاني لقانون البحار ("UNCLOS II")؛ إلا أن مؤتمر جنيف الذي استمر ستة أسابيع لم يسفر عن أي اتفاقيات جديدة. وبشكل عام فقد شاركت الدول النامية ودول العالم الثالث بصفة عملاء أو حلفاء أو تابعين للولايات المتحدة والاتحاد السوفيتي، ولم يكن لهم صوت خاص بهم.

## الاتفاقية الثالثة

النطاقات البحرية لحقوق الدول الدولية (منظر علوي)

أثيرت قضية المطالبات المختلفة بالمياه الإقليمية في الأمم المتحدة في 1967 من قبل أرفيد باردو من مالطا، وفي 1973 انعقد مؤتمر الأمم المتحدة الثالث لقانون البحار في نيويورك. في محاولة للحد من احتمال سيطرة مجموعات الدول القومية على المفاوضات، استخدم المؤتمر قرار بالإجماع بدلاً من تصويت الأغلبية. مع مشاركة أكثر من 160 دولة، استمر المؤتمر حتى سنة 1982. ودخلت الاتفاقية الناتجة حيز التنفيذ في 16 نوفمبر 1994، بعد عام واحد من تصديق غيانا الدولة رقم 60 على المعاهدة.
قدمت الاتفاقية عددا من الأحكام. وكانت أهم القضايا التي تم تناولها هي وضع الحدود والملاحة ووضع الأرخبيل وأنظمة العبور والمناطق الاقتصادية الخالصة وولاية الجرف القاري والتعدين في قاع البحار ونظام الاستغلال وحماية البيئة البحرية والبحث العلمي وتسوية المنازعات.
حددت الاتفاقية حدود المجالات المختلفة، مقاسة من خط فاصل أو أساس محدد بعناية. (في العادة يتبع خط الأساس البحري خط المياه المنخفضة، ولكن عندما يكون الخط الساحلي منحرفًا بعمق أو به جزر متداخلة أو غير مستقر للغاية يمكن استخدام خط فاصل مستقيم.) تكون المناطق على النحو التالي:
المياه الداخليةيغطي جميع المياه والطرق المائية على الجانب الأرضي من الخط الفاصل. الدولة الساحلية حرة في وضع القوانين وتنظيم الاستخدام واستخدام أي مورد. لا يحق للسفن الأجنبية المرور داخل المياه الداخلية. وتطبق سفن الدولة الموجودة في المياه الدولية قوانين دولتها الداخلية.
المياه الإقليميةوحدودها 12 ميل بحري (22 كيلومتر؛ 14 ميل) من الخط الفاصل، تتمتع الدولة الساحلية بحرية وضع القوانين وتنظيمها واستخدام أي مورد. وإعطاء السفن الحق في المرور البريء عبر مياهها إقليمية، وفي وجود مضائق إستراتيجية تسمح بمرور زوارق عسكرية مرورًا عابرًا، وقد يُسمح لسفن البحرية الاحتفاظ بأوضاع قد تكون غير قانونية في المياه الإقليمية. تعرّف الاتفاقية «الممر البريء» على أنه المرور عبر المياه بطريقة سريعة ومستمرة، لا «تمس السلام أو النظام أو الأمن» للدولة الساحلية. فصيد الأسماك وتلويث المياه وممارسة التسلح والتجسس أعمال ليست بريئة، ويجب على الغواصات وغيرها من المركبات تحت الماء المرور فوق سطح الماء وإظهار علمها. يمكن للدول أيضًا تعليق المرور البريء مؤقتًا في مناطق معينة من بحارها الإقليمية، إذا كان القيام بذلك ضروريًا لحماية أمنها.
المياه الأرخبيليةحددت الاتفاقية في الجزء الرابع تعريف «الدول الأرخبيلية»، والذي حدد كيف يمكن للدولة أن ترسم حدودها الإقليمية. يتم رسم خط الفاصل أو الأساس بين النقاط الخارجية للجزر الخارجية، مع مراعاة أن تكون هذه النقاط قريبة بدرجة كافية من بعضها البعض. جميع المياه الموجودة داخل هذا الخط الأساسي تسمى «المياه الأرخبيلية». تتمتع الدولة بالسيادة على هذه المياه (مثل المياه الداخلية)، ولكنها تخضع للحقوق القائمة بما في ذلك حقوق الصيد التقليدية للدول المجاورة مباشرة. وللسفن الأجنبية الحق في المرور البريء عبر المياه الأرخبيلية (مثل المياه الإقليمية).
المنطقة المتاخمةوهي ماوراء حد 12 ميل بحري (22 كـم)، ولها 12-ميل-بحري (22 كـم) من خط البداية للمياه الإقليمية. هنا يمكن للدولة أن تستمر في تطبيق القوانين في أربعة مجالات محددة (الجمارك والضرائب والهجرة والتلوث) إذا بدأ الانتهاك أو على وشك الحدوث داخل أراضي الدولة أو المياه الإقليمية. هذا يجعل المنطقة المتاخمة منطقة مطاردة ساخنة.
منطقة اقتصادية خالصةتمتد هذه المنطقة مسافة 200 ميل بحري (370 كـم؛ 230 ميل) من خط الأساس. وتتمتع الدولة الساحلية فيها بحقوق الاستغلال المنفرد لجميع الموارد الطبيعية. وقد يشمل هذا المصطلح المسافة الممتدة من المياه الإقليمية وحتى الجرف القاري. تم إدخال المناطق الاقتصادية الخالصة لوقف الاشتباكات المحتدمة ومتزايدة بشأن حقوق الصيد، والتنقيب عن النفط الذي مهمًا أيضًا. وأدى نجاح تركيب منصات النفط البحرية في خليج المكسيك سنة 1947 بوضعها في أماكن أخرى من العالم، وأصبح ممكنا تقنيًا بحلول 1970 العمل في مياه إلى عمق 4,000 متر (13,000 قدم). في تلك المنطقة تتمتع الدول الأجنبية بحرية الملاحة والطيران، وفقًا للوائح الدول الساحلية. وبإمكان الدول الأجنبية أيضًا وضع الأنابيب والكابلات البحرية.
الجرف القارييُعرَّف الجرف القاري بأنه الامتداد الطبيعي للإقليم حتى الحدود الخارجية للحافة القارية أو 200 ميل بحري (370 كـم؛ 230 ميل) من خط الأساس للدولة الساحلية، أيهما أطول. قد يتجاوز الجرف القاري للدولة 200 ميل بحري (370 كـم) حتى انتهاء الامتداد الطبيعي. ولكن لا يجوز أبدًا تجاوز 350 ميل بحري (650 كـم؛ 400 ميل) من خط الأساس؛ ولا أن يتجاوز مسافة 100 ميل بحري (190 كـم؛ 120 ميل) من الخط الذي يبدأ بعمق 2,500 متر (8,200 قدم). وللدول الساحلية الحق في استخراج المواد المعدنية وغير الحية في باطن الجرف القاري منفردة. وتتمتع تلك الدول أيضًا بالسيطرة الحصرية على الموارد الحية «المرتبطة» بالجرف القاري، ولكن ليس للأحياء التي تعيش في العمود المائي خارج المنطقة الاقتصادية الخالصة.
يشار إلى المنطقة الواقعة خارج هذه المناطق باسم أعالي البحار أو المياه الدولية.
بصرف النظر عن الأحكام التي تحدد حدود المحيطات، تحدد الاتفاقية التزامات عامة لحماية البيئة البحرية وحماية حرية البحث العلمي في أعالي البحار، كما تنشئ نظامًا قانونيًا مبتكرًا للتحكم في استغلال الموارد المعدنية في مناطق قاع البحار العميقة خارج الولاية الوطنية، من خلال السلطة الدولية لقاع البحار وتراث الإنسانية المشترك.
تُمنح الدول غير الساحلية حق الوصول إلى البحر ومنه، دون فرض ضرائب على حركة المرور عبر دول العبور.

## الفقرة 11 واتفاقية 1994
تنص الفقرة 11 من الاتفاقية على نظام يتعلق بالمعادن الموجودة في قاع البحر خارج المياه الإقليمية لأي دولة أو المنطقة الاقتصادية الخالصة. فانشئت السلطة الدولية لقاع البحار (ISA) لإعطاء الإذن باستكشاف قاع البحار والتعدين وجمع وتوزيع حقوق تعدين قاع البحار. إلا أن الولايات المتحدة اعترضت عليها لعدة أسباب، منها أن ليست مواتية للمصالح الاقتصادية والأمنية الأمريكية. وبسببها رفضت التصديق على اتفاقية الأمم المتحدة لقانون البحار، رغم أنها موافقة على باقي الأحكام. وحاولت إنشاء نظام بديل لاستغلال المعادن في قاع البحار العميقة. تم إبرام اتفاق مع دول أخرى للتعدين في قاع البحار ومنحت تراخيص لأربعة اتحادات دولية. وفي الوقت نفسه أُنشئت اللجنة التحضيرية لتنفيذ المطالبات المعترف بها بموجب الاتفاقية من قبل مقدمي الطلبات برعاية موقعي الاتفاقية. تم حل التداخلات بين المجموعتين، لكن انخفاض الطلب على المعادن من قاع البحر قلل من أهمية نظام قاع البحر أو الفقرة 11 بشكل ملحوظ.
وفي سنة 1990 بدأت المشاورات بين الموقعين وغير الموقعين حول إمكانية تعديل الاتفاقية للسماح للدول الصناعية بالانضمام إليها. وقد تم اعتماد اتفاقية التنفيذ الناتجة في سنة 1994 بأنها اتفاقية دولية ملزمة. ونص على عدم تطبيق المواد الرئيسية بما في ذلك تلك المتعلقة بالحد من إنتاج قاع البحار ونقل التكنولوجيا الإلزامي، وأن الولايات المتحدة إذا أصبحت عضوًا ستضمن مقعدًا في مجلس السلطة الدولية لقاع البحار، وأخيراً سيتم إجراء هذا التصويت في مجموعات، مع قدرة كل مجموعة على عرقلة القرارات المتعلقة بالمسائل الموضوعية. كما أنشأت اتفاقية 1994 لجنة مالية من شأنها أن تصدر القرارات المالية للسلطة، والتي سيكون أكبر المانحين أعضاء فيها تلقائيًا، والتي يتم فيها اتخاذ القرارات بالإجماع.
وفي 1 فبراير 2011 أصدرت غرفة منازعات قاع البحار التابعة للمحكمة الدولية لقانون البحار (ITLOS) فتوى بشأن المسؤوليات والالتزامات القانونية للدول الأطراف في الاتفاقية فيما يتعلق برعاية الأنشطة في المنطقة وفقا مع الفقرة 11 من الاتفاقية واتفاق 1994. وصدرت الفتوى استجابة لطلب رسمي من السلطة الدولية لقاع البحار عقب طلبين سابقين تلقتهما اللجنة القانونية والتقنية التابعة للسلطة من جمهورية ناورو ومملكة تونغا بشأن الأنشطة المقترحة (خطة عمل لاستكشاف العقيدات متعددة الفلزات) في المنطقة من متعاقدين ترعاهم الدولة - Nauru Ocean Resources Inc (برعاية جمهورية ناورو)، وشركة Tonga Offshore Mining Ltd (برعاية مملكة تونغا)-. حددت الفتوى المسؤوليات والالتزامات القانونية الدولية للدول الراعية والسلطة لضمان أن الأنشطة التي تتم رعايتها لا تضر بالبيئة البحرية، وبما يتفق مع الأحكام السارية من الفقرة 11 من الاتفاقية، ولوائح السلطة والسوابق القضائية للمحكمة الدولية لقانون البحار، والمعاهدات البيئية الدولية الأخرى، ومبدأ 15 من إعلان ريو.

## الفقرة 12 - حماية البيئة البحرية
احتوت الفقرة 12 من اتفاقية الأمم المتحدة لقانون البحار على أحكام خاصة لحماية البيئة البحرية، تلزم جميع الدول بالتعاون في تلك المسألة، كما أضافت التزامات خاصة على دول العلم لضمان التزام السفن التي ترفع أعلامها باللوائح البيئية الدولية، التي تعتمدها في كثير من الأحيان المنظمة البحرية الدولية، وفرضت اتفاقية ماربول التنظيم البيئي البحري. كما منحت الفقرة 12 للدول الساحلية والموانئ حقوقًا قضائية موسعة لفرض التنظيم البيئي الدولي داخل مياهها وفي المياه الدولية. بالإضافة إلى أن الهدف 14 للأمم المتحدة يتعلق بالاستخدام المحافظ والمستدام للمحيطات ومواردها بما يتماشى مع الإطار القانوني لاتفاقية الأمم المتحدة لقانون البحار.

## التنوع البيولوجي خارج سلطة الدولة
في سنة 2017 صوتت الجمعية العامة للأمم المتحدة لعقد مؤتمر حكومي دولي [الإنجليزية] للنظر في إنشاء صك قانوني ملزم دوليا بشأن الحفظ والاستخدام المستدام للتنوع البيولوجي خارج سلطة الدولة (BBNJ). وعقدت اللجنة الحكومية الدولية سلسلة من أربع جلسات بين 2018 و 2020 للتوصل إلى اتفاق.

## الأطراف

الأطراف المساهمة
الأطراف، ويمثلها الاتحاد الأوروبي بشكل ثنائي
الموقعون
ليسوا أطرافا بالمعاهدة

جهزت الاتفاقية للتوقيع يوم 10 ديسمبر 1982 ودخلت حيز التنفيذ في 16 نوفمبر 1994 بعد إيداع وثيقة تصديق ستين دولة. وصادق 168 طرفًا على الاتفاقية، منهم 167 دولة (164 دولة عضو في الأمم المتحدة، ودولة مراقبة واحدة فلسطين، ودولتان منتسبتان (جزر كوك ونييوي) والاتحاد الأوروبي.

### الأهمية
تنبع أهمية اتفاقية الأمم المتحدة لقانون البحار من حقيقة أنها تنظم وتدون معايير ومبادئ القانون البحري الدولي، التي استندت إلى قرون من الخبرة البحرية والتي عبّر عنها في ميثاق الأمم المتحدة وقواعد القانون البحري الدولي الحالية، مثل: اتفاقيات جنيف 1958 [الإنجليزية]. وقد تم تعزيز جزء كبير من هذه المتطلبات وتوسيع نطاقها.

## مقالات ذات صلة
- اتفاقية السماوات المفتوحة
- اتفاقية القمر
- اتفاقية مونترو
- إدارة مصايد الأسماك
- قانون الأميرالية
- المحكمة الدولية لقانون البحار
- معاهدة الفضاء الخارجي
- مياه إقليمية
- نظام تحديد الهوية الآلي
- أهداف التنمية المستدامة

## وصلات خارجية
- الاتفاقية بالفرنسية